# Карл Готтард Ланґганс
Карл Готтард Ланґганс, (нім. Carl Gotthard Langhans; 15 грудня 1732, Ландесгут — нині Каменна Гура, Силезія — 1 жовтня 1808, Грюнайх під Вроцлавом, нині Домб'є — район Вроцлава) — прусський архітектор доби раннього класицизму.

## Біографія
Народився у місті Ландесгут (нині Каменна Гура) у сімʼї Готфріда Ланґганса (1691—1763) — конректора (від 1725) євангелістської школи при Церкві Ласки. Коли Карлові було 5 років, родина переїхала до Свідниці (Нижньосілезьке воєводство). Там батько працював проректором (1737—1759), а згодом ректором (1759—1763) євангелістської гімназії при Церкві Миру. У цій же гімназії в 1741—1752 роках навчався його син Карл. Вивчав право, математику і мови в університеті Галле (1753—1757). Архітектури навчався, читаючи праці Вітрувія, беручи приватні уроки і проводячи практичні заняття у Вроцлаві. Розширив свої знання подорожуючи по Італії і інших країнах у 1759—1775 роках. Коли повернувся на батьківщину, став першим архітектором при бреславській камері і збудував там гарцфельденський палац і декілька інших будівель. У 1775 році король Фрідріх II надав йому титул військового радника і радника будівельного. До його обов'язків входив нагляд за усіма державними будівельними проектами у Вроцлаві і Глогові. Проживав у Вроцлаві на вулиці св. Катерини (до 1783), а пізніше на вул. Віта Ствоша, на той час — Альбрехтштрассе, 18, в будинку успадкованому від тестів. У 1788 році запрошений Фрідріхом Вільгельмом II до Берліна, де став головним архітектором королівського двору. Проживав за адресою Шарлоттенштрассе, 48. 1792 йому було доручено внутрішнє оздоблення оперного театру. Потім Ланґганс керував палацовим будівельним управлінням. Став відомим, після будівництва знаменитих Бранденбурзьких воріт у Берліні, котрі стали першим досвідом застосування давньогрецького стилю у німецькій архітектурі. Окрім того він закінчив зведення Мармурового палацу у Потсдамі, почате Гонтардом і виконано багато інших замовлень у Берліні. Володів маєтком і фабрикою вапна у селі Домбє, а також каменоломнею у місті Крапковіце. 
Одружився у віці 43 років із Анною Елізабет Джекл. Мав пʼятьох дітей. Із них двоє померли.
Похований на євангелістському Великому цвинтарі у Вроцлаві (нині не існує).
Архітектором став син Карла Готтарда Ланґганса — Карл Фердинанд. 

## Роботи Ланґганса
- Бранденбурзькі ворота у Берліні (1788—1791).
- Палац Максиміліана Мелжинського у Павловіце Лещинського повіту (1778—1783).
- Перебудова палацу Карла Георга Гойма у Бжегу-Дольному.
- Палац для родини Валленберг-Пахали при вулиці Шайнохи у Вроцлаві (1785—1787).
- Палац для родини Сарум у Самотворі Вроцлавського повіту (1776—1781).
- Палац у Мацейові в Опольському воєводстві (близько 1790). [1]
- Костел у селі Загродно Нижньосілезького воєводства (1789—1792) [2]
- Будівля цукрозаводу на острові Кемпа Міщанська ріки Одра біля Вроцлава
- Анатомічний театр ветеринарної школи в Берліні, в районі Фрідріх Вільгельм Штадт (1789—1790).

Бранденбурзькі ворота
- Анатомічний театр у Берліні
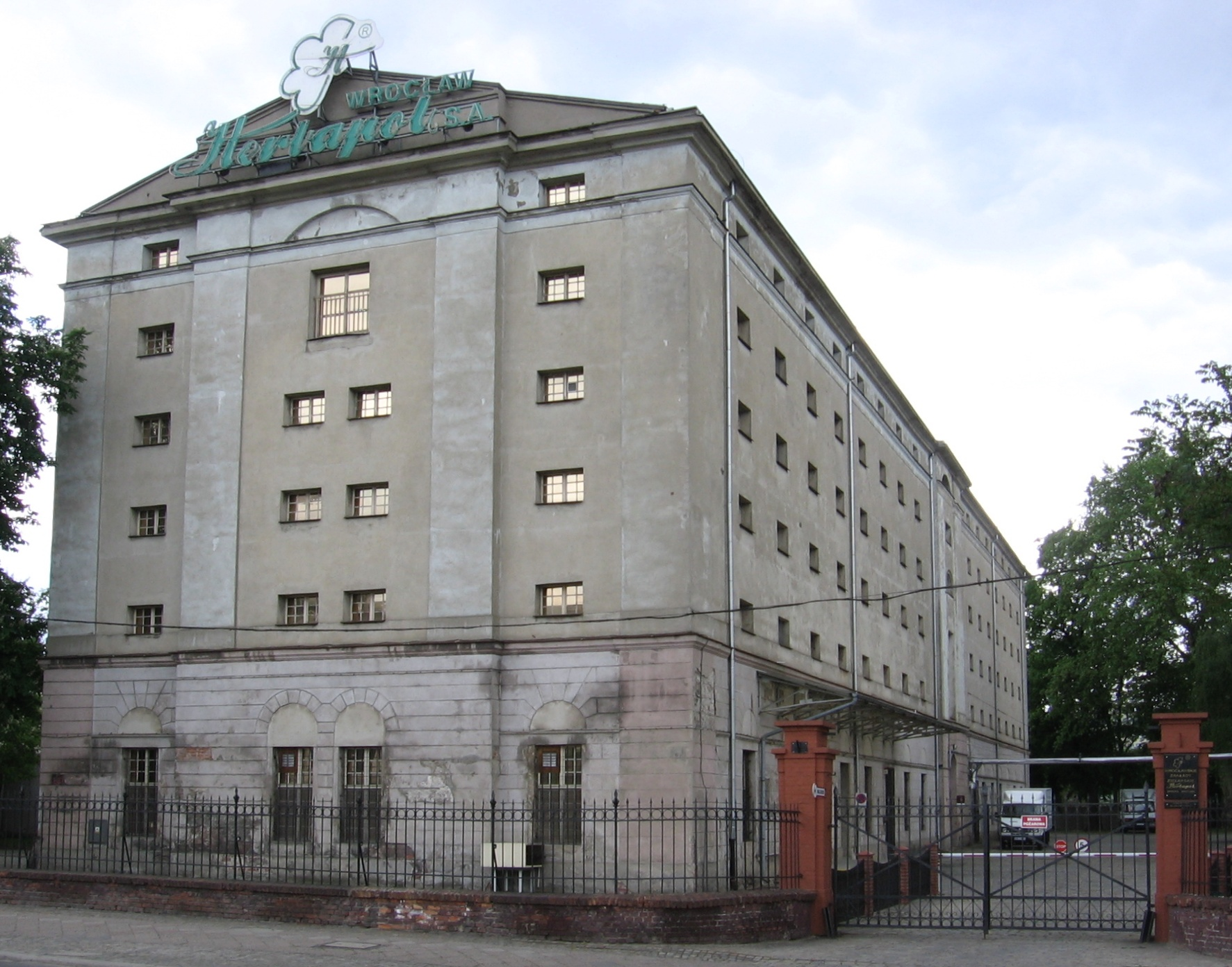
Цукрозавод на Кемпі міщанській
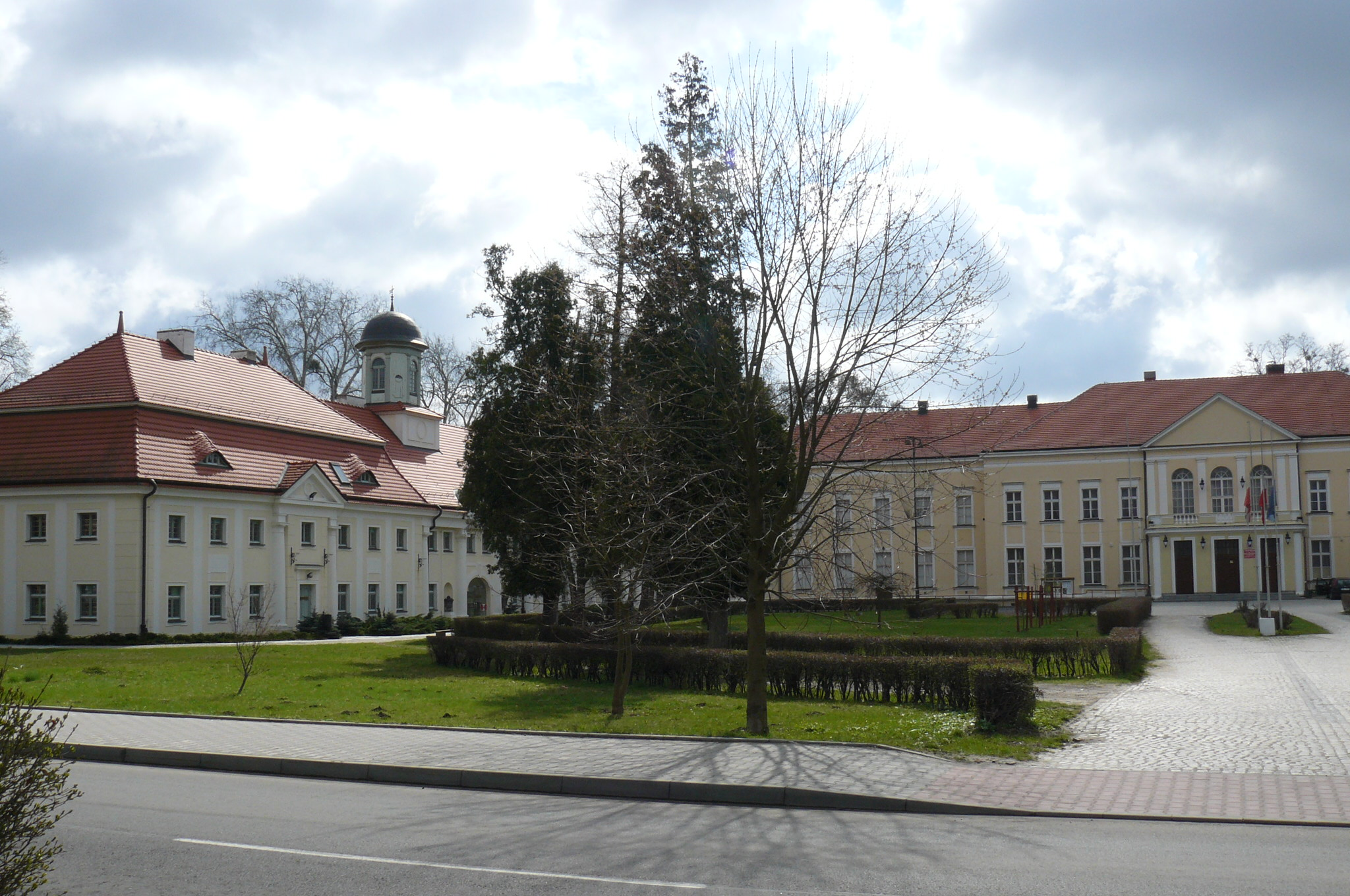
Палац у Бжегу-Дольному